# Данія на літніх Олімпійських іграх 1900
Данія на літніх Олімпійських іграх 1900 року, які проходили у Парижі, була представлена 13 спортсменами (усі чоловіки) у 5 видах спорту. 
Данські атлети вибороли 9 медалей: одну золоту, три срібні та п'ять бронзових. Серед них Андерс Нільсен здобув 3 срібних медалей. За результатами змагань команда зайняла 10-е місце в загальнокомандному заліку. 
Результат змагання по перетягуванню канату виділено курсивом, зараховано змішаній команді.

## Медалісти

### Золото
|   |                                        |                                                   |
| № | Спортсмени                             | Вид спорту (дисципліна)                           |
| 1 | Ларс Мадсен                            | Стрільба (довільна гвинтівка, 300 метрів, стоячи) |
| 2 | Едгар Ебю, Ойген Шмідт, Чарльз Вінклер | Перетягування канату (чоловіки)                   |

### Срібло
|   |                |                                                        |
| № | Спортсмени     | Вид спорту (дисципліна)                                |
| 1 | Андерс Нільсен | Стрільба (довільна гвинтівка, 300 метрів, з коліна)    |
| 2 | Андерс Нільсен | Стрільба (довільна гвинтівка, 300 метрів, лежачи)      |
| 3 | Андерс Нільсен | Стрільба (довільна гвинтівка, 300 метрів, 3 положення) |

### Бронза
|   |                 |                                    |
| № | Спортсмени      | Вид спорту (дисципліна)            |
| 1 | Ернст Шульц     | Легка атлетика (біг на 400 метрів) |
| 2 | Педер Ліккеберг | Плавання (підводне плавання)       |

## Результати змагань

### Легка атлетика
Трекові і шосейні дисципліни

| Змагання    | Спортсмен           | Кваліфікаційний раунд | Кваліфікаційний раунд | Півфінал   | Півфінал   | Додатковий раунд | Додатковий раунд | Фінал      | Фінал      |
| Змагання    | Спортсмен           | Результат             | Місце                 | Результат  | Місце      | Результат        | Місце            | Результат  | Місце      |
| ----------- | ------------------- | --------------------- | --------------------- | ---------- | ---------- | ---------------- | ---------------- | ---------- | ---------- |
| 100 метрів  | Йоганнес Ганділ     | невідомо              | 3                     | не пройшов | не пройшов | не пройшов       | не пройшов       | не пройшов | не пройшов |
| 100 метрів  | Ернст Шульц         | DNS                   | DNS                   | не пройшов | не пройшов | не пройшов       | не пройшов       | не пройшов | не пройшов |
| 400 метрів  | Йоганнес Ганділ     | DNS                   | DNS                   |            |            |                  |                  | не пройшов | не пройшов |
| 400 метрів  | Ернст Шульц         | невідомо              | 2                     |            |            |                  |                  | 51.5       | 3          |
| 800 метрів  | Крістіан Крістенсен | невідомо              | 5                     |            |            |                  |                  | не пройшов | не пройшов |
| 1500 метрів | Крістіан Крістенсен |                       |                       |            |            |                  |                  | невідомо   | 5          |

Польові дисципліни
| Змагання       | Спортсмен      | Кваліфікаційний раунд | Кваліфікаційний раунд | Фінал      | Фінал      |
| Змагання       | Спортсмен      | Результат             | Місце                 | Результат  | Місце      |
| -------------- | -------------- | --------------------- | --------------------- | ---------- | ---------- |
| штовхання ядра | Чарльз Вінклер | 10.76                 | 10                    | не пройшов | не пройшов |
| метання диска  | Чарльз Вінклер | 32.50                 | 8                     | не пройшов | не пройшов |

### Перетягування канату
| Спортсмени | Фінал                | Місце |
| Спортсмени | Суперник Результат   | Місце |
| --- | -------------------- | ----- |
| Едгар Ебю (DEN) Ойген Шмідт (DEN) Чарльз Вінклер (DEN) Август Нільсон (SWE) Густаф Седерстрем (SWE) Карл Штааф (SWE) | Франція перемога 2–0 | 1     |

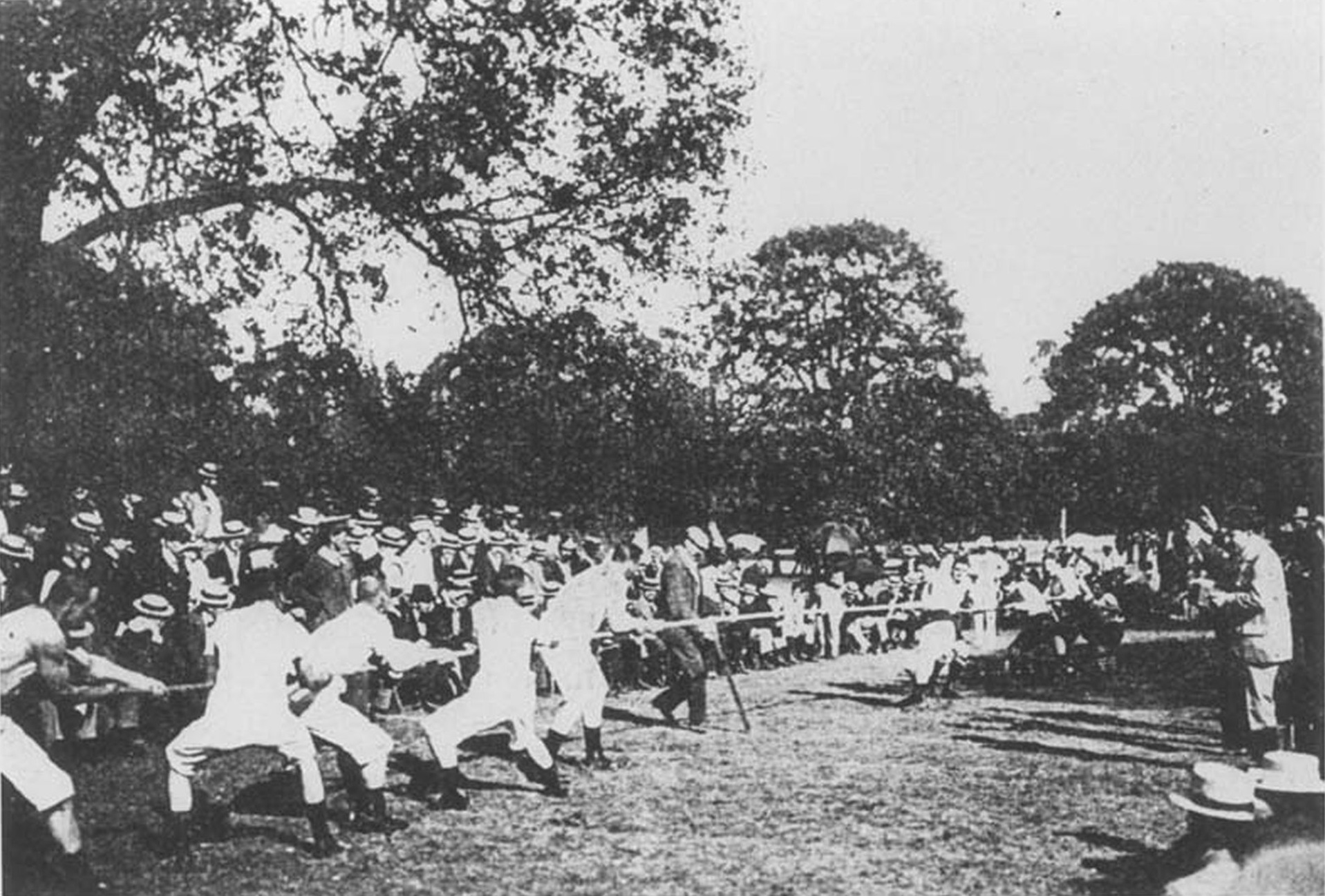
Змагання з перетягування канату на Олімпійських іграх 1900 року в Парижі – Змішана команда проти Франції.

### Плавання
| Змагання          | Спортсмен       | Фінал     | Фінал |
| Змагання          | Спортсмен       | Результат | Місце |
| ----------------- | --------------- | --------- | ----- |
| Підводне плавання | Педер Люккеберг | 147.0     | 3     |

### Стрільба
| Змагання                                    | Спортсмен                                                             | Фінал     | Фінал |
| Змагання                                    | Спортсмен                                                             | Результат | Місце |
| ------------------------------------------- | --------------------------------------------------------------------- | --------- | ----- |
| довільна гвинтівка, 300 метрів, стоячи      | Ларс Мадсен                                                           | 305       | 1     |
| довільна гвинтівка, 300 метрів, стоячи      | Вігго Єнсен                                                           | 277       | 11    |
| довільна гвинтівка, 300 метрів, стоячи      | Андерс Нільсен                                                        | 277       | 11    |
| довільна гвинтівка, 300 метрів, стоячи      | Аксель Крістенсен                                                     | 261       | 22    |
| довільна гвинтівка, 300 метрів, стоячи      | Лаурідс К'єр                                                          | 238       | 28    |
| довільна гвинтівка, 300 метрів, з коліна    | Андерс Нільсен                                                        | 314       | 2     |
| довільна гвинтівка, 300 метрів, з коліна    | Ларс Мадсен                                                           | 299       | 8     |
| довільна гвинтівка, 300 метрів, з коліна    | Вігго Єнсен                                                           | 290       | 13    |
| довільна гвинтівка, 300 метрів, з коліна    | Лаурідс К'єр                                                          | 271       | 22    |
| довільна гвинтівка, 300 метрів, з коліна    | Аксель Крістенсен                                                     | 260       | 26    |
| довільна гвинтівка, 300 метрів, лежачи      | Андерс Нільсен                                                        | 330       | 2     |
| довільна гвинтівка, 300 метрів, лежачи      | Вігго Єнсен                                                           | 308       | 10    |
| довільна гвинтівка, 300 метрів, лежачи      | Ларс Мадсен                                                           | 301       | 16    |
| довільна гвинтівка, 300 метрів, лежачи      | Лаурідс К'єр                                                          | 273       | 27    |
| довільна гвинтівка, 300 метрів, лежачи      | Аксель Крістенсен                                                     | 261       | 30    |
| довільна гвинтівка, 300 метрів, 3 положення | Андерс Нільсен                                                        | 921       | 2     |
| довільна гвинтівка, 300 метрів, 3 положення | Ларс Мадсен                                                           | 905       | 5     |
| довільна гвинтівка, 300 метрів, 3 положення | Вігго Єнсен                                                           | 875       | 15    |
| довільна гвинтівка, 300 метрів, 3 положення | Лаурідс К'єр                                                          | 782       | 28    |
| довільна гвинтівка, 300 метрів, 3 положення | Аксель Крістенсен                                                     | 782       | 28    |
| довільна гвинтівка, 300 метрів, команда     | Ларс Мадсен Вігго Єнсен Андерс Нільсен Аксель Крістенсен Лаурідс К'єр | 4265      | 4     |

### Фехтування
| Змагання             | Спортсмен             | Раунд 1    | Чвертьфінал | Чвертьфінал | Чвертьфінал | Додатковий раунд | Додатковий раунд | Додатковий раунд | Півфінал   | Півфінал   | Півфінал   | Фінал      | Фінал      | Фінал      |
| Змагання             | Спортсмен             | Результат  | Перемога    | Поразка     | Місце       | Перемога         | Поразка          | Місце            | Перемога   | Поразка    | Місце      | Перемога   | Поразка    | Місце      |
| -------------------- | --------------------- | ---------- | ----------- | ----------- | ----------- | ---------------- | ---------------- | ---------------- | ---------- | ---------- | ---------- | ---------- | ---------- | ---------- |
| рапіра серед маєстро | Йенс Петер Бертельсен | не пройшов | не пройшов  | не пройшов  | не пройшов  | не пройшов       | не пройшов       | не пройшов       | не пройшов | не пройшов | не пройшов | не пройшов | не пройшов | не пройшов |

### Джерело
1. ↑  Denmark at the 1900 Paris Summer Games. sports-reference.com (англ.). sports-reference.com. Процитовано 24 січня 2025.

### Коментар
1. ↑  за рішенням шурі